# فرينزي (فلم)
فرينزي (بالإنجليزية: Frenzy) فيلم إثارة بريطاني لعام 1972 من إخراج ألفريد هيتشكوك، وهو الفيلم الطويل قبل الأخير من حياته المهنية الواسعة. استند سيناريو أنتوني شافير إلى رواية 1966 «وداعا بيكاديللي، وداعا ليستر سكوير» للكاتب آرثر لا برن. الفيلم من بطولة جون فينش، وأليك ماكووين، وباري فوستر. وضع رون جودوين موسيقى الفيلم.
يدور الفيلم حول قاتل متسلسل في لندن، والجندي السابق في سلاح الجو الملكي. في مشهد مبكر في الفيلم، يدور حوار يذكر حالتين حقيقيتين للقتل المتسلسل في لندن: جرائم قتل كريستي في أوائل الخمسينيات من القرن الماضي، وجرائم قتل جاك السفاح في عام 1888. قال باري فوستر، من أجل التحضير لدوره، طلب من هيتشكوك دراسة كتابين عن نيفيل هيث، القاتل المتسلسل الإنجليزي الذي غالبًا ما اعتبر نفسه ضابطًا في سلاح الجو الملكي البريطاني. كان «فرنزي» هو الفيلم الثالث والأخير الذي أخرجه هيتشكوك في بريطانيا بعد انتقاله إلى هوليوود في عام 1939. وكان الاثنان الآخران هما «تحت برج الجدي» 1949  و«رعب المسرح» 1950، (تم تصوير بعض المشاهد الداخلية والخارجية في لندن لإعادة إنتاج عام 1956 لفيلم الرجل الذي عرف الكثير) آخر فيلم صنعه في بريطانيا قبل انتقاله إلى الولايات المتحدة كان جامايكا إن (1939). عرض فيلم «فرينزي» في مهرجان كان السينمائي عام 1972، لكنه لم يدخل في المنافسة الرئيسية.

## القصة
ذات يوم في لندن، وعلى شاطئ نهر التايمز، رأى حشد من الناس امرأة شابة مخنوقة، وهي جريمة أخرى في سلسلة من الجرائم التي عرفت باسم «جرائم ربط العنق» ينفذها قاتل متسلسل يغتصب النساء ثم يخنقهن بربطة عنق. يقوم مدير الحانة فيليكس فورساث (برنارد كريبينز) بفصل النادل المتهور ذو المزاج السيئ ريتشارد بلاني (جون فينش) من عمله في الحانة. يقرر ريتشارد زيارة زوجته السابقة بريندا (باربرا لي هانت)، التي تمتلك وكالة للزواج ناجحة. سمعت سكرتيرتها الآنسة مونيكا بارلينج (جان مارش) مشادة بين الزوجين، ودعت بريندا ريتشارد لتناول العشاء معها في مطعم فاخر. ثم وضعت بعض النقود في معطفه ولم تأمره لتتجنب إحراجه من الموقف. في هذه الأثناء، زار صديق ريتشارد بوب راسك (باري فوستر) بريندا في مكتبها واغتصبها وقتلها بربطة عنقه. عندما وجد ريتشارد المال في جيبه، قام بزيارة بريندا، لكنه وجد الوكالة مغلقة. ثم يذهب مع صديقته بابس ميليجان (آنا ماسي) إلى فندق باهظ الثمن. ترى الآنسة بارلينج أن ريتشارد يغادر المبنى وتجد رئيستها مخنوقًة. اتصلت بسكوتلنديارد، ويصبح ريتشارد المشتبه به الرئيسي. يقوم بوب بقتل بابس، ولكن الأدلة تشير إلى ريتشارد، الذي يقبض عليه ويحكم عليه بالسجن مدى الحياة. لكن كبير المفتشين أكسفورد (أليك ماكوين)، وهو المسئول عن التحقيق، ليس متأكدًا تمامًا من أن ريتشارد هو القاتل المتسلسل.
يهرب بلاني من السجن للانتقام لنفسه من راسك. لقد تعمد إصابة نفسه ونقله إلى المستشفى، حيث يساعده زملاؤه في الهروب من العنبر المغلق. يسارع بلاني إلى بيت راسك ليجد سيدة ترقد في فراشه مخنوقة بربطة عنق راسك. وصل المفتش أكسفورد، الذي توقع أن يكون بلاني يحاول ملاحقة راسك، ليجد بلاني مع المرأة المقتولة. بمجرد أن يبدأ بلاني في الاحتجاج على براءته، يسمع الاثنان ضجيجًا عاليًا من الدرج. قام المفتش بإخفاء نفسه على عجل، ودخل راسك، وسحب صندوقًا كبيرًا إلى الشقة. يكشف أكسفورد عن نفسه، ويهز رأسه بسخرية ويقول: «سيد راسك، أنت لا ترتدي ربطة عنقك».

## الممثلون
- جون فينش: في دور ريتشارد بلاني
- أليك ماكوين: في منصب كبير المفتشين تيموثي أكسفورد
- باري فوستر: في دور روبرت «بوب» راسك
- بيلي وايتلو: في دور هيتي بورتر
- آنا ماسي: في دور باربرا جين ميليغان
- باربرا لي هانت: في دور بريندا مارجريت بلاني
- برنارد كريبينز: في دور فيليكس فورسيث
- فيفيان ميرشانت: في دور السيدة أكسفورد
- مايكل بيتس: في دور الرقيب سبيرمان
- جان مارش: في دور مونيكا بارلينج
- كلايف سويفت: في دور جوني بورتر
- مادج رايان: في دور السيدة دافيسون
- إلسي راندولف: في دور غلاديس
- جون بوكسر: في دور السير جورج
- جيمي جاردنر: في دور فندق بورتر
- جيرالد سيم: في دور محامياً في الحانة
- نويل جونسون: في دور طبيبًا في الحانة
- ريتا ويب: في دور السيدة راسك
- مايكل شيرد: في دور جيم (صديق راسك في الحانة)
- ريتشارد ستابلي: في دور سائق شاحنة [13]
- ألفريد هيتشكوك، غي دور الكاميو، بعد ثلاث دقائق من بداية الفيلم وسط مشهد حشد من الناس، مرتديًا قبعة البولينج. تُظهر المقطورات الدعائية دمية تشبه هيتشكوك تطفو في نهر التايمز،[14] وهيتشكوك لتعريف الجمهور بكوفنت جاردن عبر الجدار الرابع (وكأنه يتحدث للجمهور)[15]

## الإنتاج

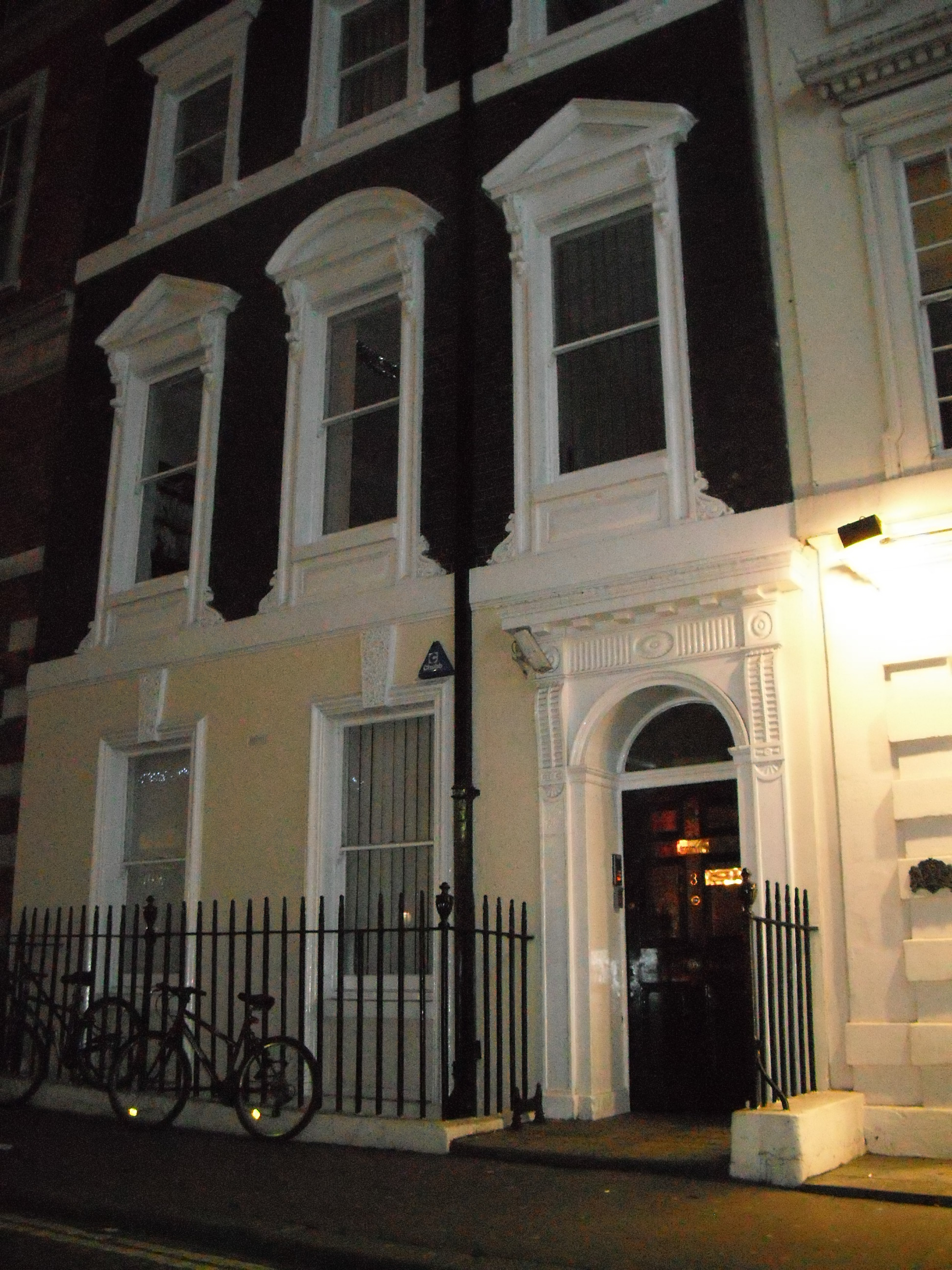
المنزل الواقع في شارع هنريتا، والذي تم استخدامه في فيلم هيتشكوك "فرينزي".

كان هيتشكوك قد أصدر فيلم «الستارة الممزقة» عام 1966، وفيلم «توباز» عام 1969، ولم تحقق هذه الأفلام النجاح المعهود لهيتشيكوك، كما كانت أفلام مؤامرات سياسية وجاسوسية وتبعد عن مواضيع جرائم القتل التي أعتادها جمهور هيتشكوك. عاد هيتشكوك إلى نوع القتل بهذا الفيلم. يستخدم السرد موضوع هيتشكوك المألوف لرجل بريء تطغى عليه الأدلة الظرفية ويفترض خطأً أنه مذنب. يعتبر بعض النقاد أن فيلم «فرينزي» هو آخر أفلام هيتشكوك الرائعة.
أعلن هيتشكوك عن مشروع فيلم «فرينزي» في مارس 1968، وأقترح أن يوظف فلاديمير نابوكوف لكتابة السيناريو، لكن المؤلف رفضه لأنه كان مشغولاً بتأليف كتاب، ووظف أنتوني شافير بدلاً منه. قال هيتشكوك «سوف يتم ذلك بطريقة كوميدية». أسندت البطولة لوجوه جديدة نسبياً، وقال هيتشكوك: «أفضل وجهًا جديدًا».
بدأ التصوير في يوليو 1971، وقد قام هيتشكوك بإعداد هذا الفيلم وتصويره في لندن بعد سنوات عديدة من صنع الأفلام في الولايات المتحدة. بينما تم تصوير المشاهد الداخلية في استوديوهات باينوود، تم تصوير الكثير من المشاهد الخارجية في كوفنت جاردن وما حولها وكان تكريمًا لطفولة هيتشكوك في لندن.
أثناء تصوير الفيلم، أصيبت «ألما» زوجة هيتشكوك ومعاونته منذ فترة طويلة بسكتة دماغية، ونتيجة لذلك، تم تصوير بعض المشاهد بدون هيتشكوك.
كان فيلم «فرينزي» أول فيلم لهيتشكوك يحتوي على مشاهد عُري (مع استثناء قابل للجدل لمشهد الاستحمام في فيلم «سيكو»). هناك عدد من مشاهد هيتشكوك الكلاسيكية في الفيلم، لا سيما المشهد الطويل الذي تم تصويره أسفل الدرج عندما قُتلت بابس. تتحرك الكاميرا أسفل الدرج، خارج المدخل (مع تعديل ذكي إلى حد ما بعد خروج الكاميرا مباشرة من الباب الذي يشير إلى مكان انتقال المشهد من الاستوديو إلى لقطات الموقع) وعبر الشارع، حيث نرى السوق في نشاطه المعتاد، ويستمر الحي مع عدم وعي المستفيدين بحدوث جريمة قتل في المبنى. هناك مشهد آخر يتم في الجزء الخلفي من شاحنة توصيل مليئة بالبطاطس، حيث يحاول القاتل راسك استعادة دبوس ربطة العنق الخاص به من جثة بابس، ويتعين عليه كسر أصابع الجثة لاستعادة دبوس ربطة العنق ومحاولة الهروب من الشاحنة غير المرئية.
في رسالة بتاريخ 29 مايو 1972 إلى محرر صحيفة التايمز، كتب الروائي لا بيرن مؤلف القصة الأصلية، إنه وجد إنتاج هيتشكوك وسيناريو شيفر «مروّعًا»، وخلص إلى «أخيرًا، أود أن أفصل نفسي عن تحريف السيد شافير الغريب لمكاتب سكوتلاند يارد».

## الاستقبال
وصف الفيلم الناقد فنسينت كانبي من صحيفة نيويورك تايمز بأنه: «فيلم ترفيهي بشغف» مع «سيناريو مضحك بشكل رائع» وطاقم عمل «رائع»، ووضعه ضمن قائمة أفضل عشرة أفلام في عام 1972. نشرت مجلة «فرايتي» أيضًا مراجعة رائعة، معلنة: «أفكار روائية جديدة بارعة، مختومة بنفس المزيج المشاكس والجريء والفاحش من الفكاهة والتشويق الذي صنع هيتشكوك أول مرة واستمر في دعمه لاحقًا، مما يجعل عالمية هيتشكوك أحد أهم إنجازات».
منح روجر إيبرت الناقد السينمائي أعلى درجة للفيلم وهي 4 نجوم من أصل 4 نجوم، وكتب: «عودة إلى الأشكال القديمة من سيد التشويق، الذي أسعدت أشكاله الجديدة نقاد السينما ولكن ليس جمهوره. هذا هو نوع الإثارة التي صنعها هيتشكوك في الأربعينيات من القرن الماضي، مليئة بالتفاصيل المروعة، وروح الدعابة المتناقضة، ويأس رجل أدين بجريمة لم يرتكبها».
كتبت بينيلوبي جيليات من صحيفة النيويوركر: «لقد عدنا تقريبًا إلى أيام أفلامه الإنجليزية العظيمة»، وأضافت: «إنه محظوظ لأنه تمكن من الاعتماد على أنتوني شيفر لعمل سيناريو» فرينزي«الماكر، ناهيك عن فريق من الدرجة الأولى، الممثلون غير معروفين إلى حد كبير خارج إنجلترا، بحيث لا يكون لدى الجماهير أي تصورات مسبقة حول من هم النجوم وبالتالي لا يمكن قتلهم».
أطلق كيفن توماس، من صحيفة لوس أنجلوس تايمز، على فيلم فرينزي: «أفضل أفلام هيتشكوك منذ سنوات»، وأضاف: «مع جميع علامات العمل التي قام بها السيد في حرفته وبأقصى قدر من التأكيد».
نشرت مجلة تايم مقالة إيجابية للغاية للفيلم: «في حالة وجود أي شك، بالعودة إلى الأيام القاتمة لأفلام مثل» مارني«و» توباز«، لا يزال هيتشكوك في حالة جيدة.» فرينزي«هو الدليل المبهر، إنه ليس بمستوى أعظم عمل، لكنه سلس وماكر وبارع، وهو تذكير بأن أي شخص يصنع فيلمًا مشوقًا، سوف يظل متدربًا لدى هذا المعلم القديم ... الفيلم نسيج غني بالتشويق وهو تحفة».
كان هناك بعض المقالات تخلط بين المديح والذم، كتب جاري أرتولد من صحيفة واشنطن بوست: «أن الفيلم يحتوي على تسلسل افتتاحي واعد، وخط إثارة بارع، لكن المادة بينهما هي بالتأكيد ممكنة. النقاد الذين كانوا يشيدون بالفيلم باعتباره كلاسيكيًا جديدًا والعودة المظفرة لسيد التشويق هم، بعبارة لطفيفة، المبالغة في المناسبة ... إذا كان هذا الفيلم قد صدر من أي شخص آخر، فسيتم وصفه بشكل عادل، على أنها محاولة تشتيت معتدلة لتقليد هيتشكوك».
لم تكن «نشرة الفيلم الشهرية» متأكدة مما يجب أن تقوله عن الفيلم، مشيرة إلى «الجو القديم الذي بدا وكأنه يشير إلى أن عودة هيتشكوك إلى إنجلترا تشير إلى التراجع إلى أسلوب صناعة الأفلام قبل الحرب تقريبًا». وخلصت إلى أنه: «على الرغم من كل الاحراج الظاهر في النص والتوصيف يمكن لجون فينش بشكل خاص أن يكون بطل سيناريو شايفر».
احتل «فرينزي» المرتبة 14 على قائمة مجلة فرايتي لأفلام التي حققت دخل كبير من تأجيرها لدور العرض عام 1972، بإيجارات بلغت 6.3 مليون دولار في الولايات المتحدة وكندا.
كان الفيلم هو موضوع كتاب «فرينزي ألفريد هيتشكوك: التحفة الأخيرة» الصادر عام 2012 لريموند فويري.
منح موقع روتن توميتوز الفيلم تقييماً مقداره 90% بناءاً على آراء 42 ناقداً سينمائياً.
منح موقع ميتاكريتيك الفيلم تقييماً مقداره 92% بناءاً على آراء 15 ناقداً سينمائياً.

## الجوائز والترشيحات
جوائز دائرة كتاب السينما، اسبانيا 1973: فاز بجائزة أفضل فيلم أجنبي.
جوائز إدغار آلان بو 1973: رشح لجائزة أفضل فيلم.
جولدن جلوب، الولايات المتحدة الأمريكية 1973: رشح لجوائز أفضل فيلم، أفضل مخرج، أفضل سيناريو، وأفضل موسيقى.
المجلس الوطني للمراجعة، الولايات المتحدة الأمريكية 1972: تم تضمينه على قائمة أفضل 10 أفلام.
جوائز الجمعية الوطنية لنقاد السينما، الولايات المتحدة الأمريكية 1972: رشح لجائزة أفضل ممثل مساعد.
جوائز الأقمار الصناعية 2005: رشح لجائزة أفضل (DVD) كلاسيكي.
جوائز جمعية نقاد السينما التركية (سياد) 1975: رشح لجائزة أفضل فيلم.

## روابط خارجية
- مقالات تستعمل روابط فنية بلا صلة مع ويكي بيانات